# Manneville-ès-Plains
Manneville-ès-Plains é uma comuna francesa na região administrativa da Normandia, no departamento de Sena Marítimo. Estende-se por uma área de 6,28 km². Em 2010 a comuna tinha 300 habitantes (densidade: 47,8 hab./km²).